# Спас (суп)
Спас або танапур (від вірм. тан — розведений мацун, апур — суп) — страва вірменської кухні, суп на кисломолочній основі.
Першим компонентом супу є зернова частина. Традиційно це пшенична каша, приготовлена із особливого сорту цільнозернової крупи, під назвою дзавар. Ця крупа відома у Вірменії з давнини, являє собою зерна гірської дрібнозернистої пшениці, попередньо відвареної, злегка підсушеної, позбавленої плівок і потім остаточно висушені. Дзавар у деяких рецептах замінюється рисом.
Другим компонентом супу є мацун, розведений до бажаної консистенції. Іноді до мацуну додається частина сметани. Третій компонент супу — курячі яйця.
Сирі яйця змішують з невеликою кількістю борошна, потім у суміш додається мацун і вода, після чого заздалегідь приготована пшенична каша з дзавара. Суміш доводиться до кипіння при постійному помішуванні, після закипання деякий час може варитися на слабкому вогні. У готовий суп може бути додана смажена цибулю, зелень (традиційно додаються кінза і м'ята) і прянощі.
Суп у літній час вживається холодним, у зимовий — гарячим. Подається як на початку трапези, так і стравою, що завершує трапезу.